# Incentive Software
Incentive Software är ett brittiskt företag som utvecklade datorspel. Företaget grundades år 1983 av Ian Andrew och har sedan dess bytt namn två gånger, först till Dimension International och slutligen Superscape.
Företaget utvecklade spelmotorn Freescape som bland annat användes i datorspelet Driller.  